# 自然遺産 (世界遺産)

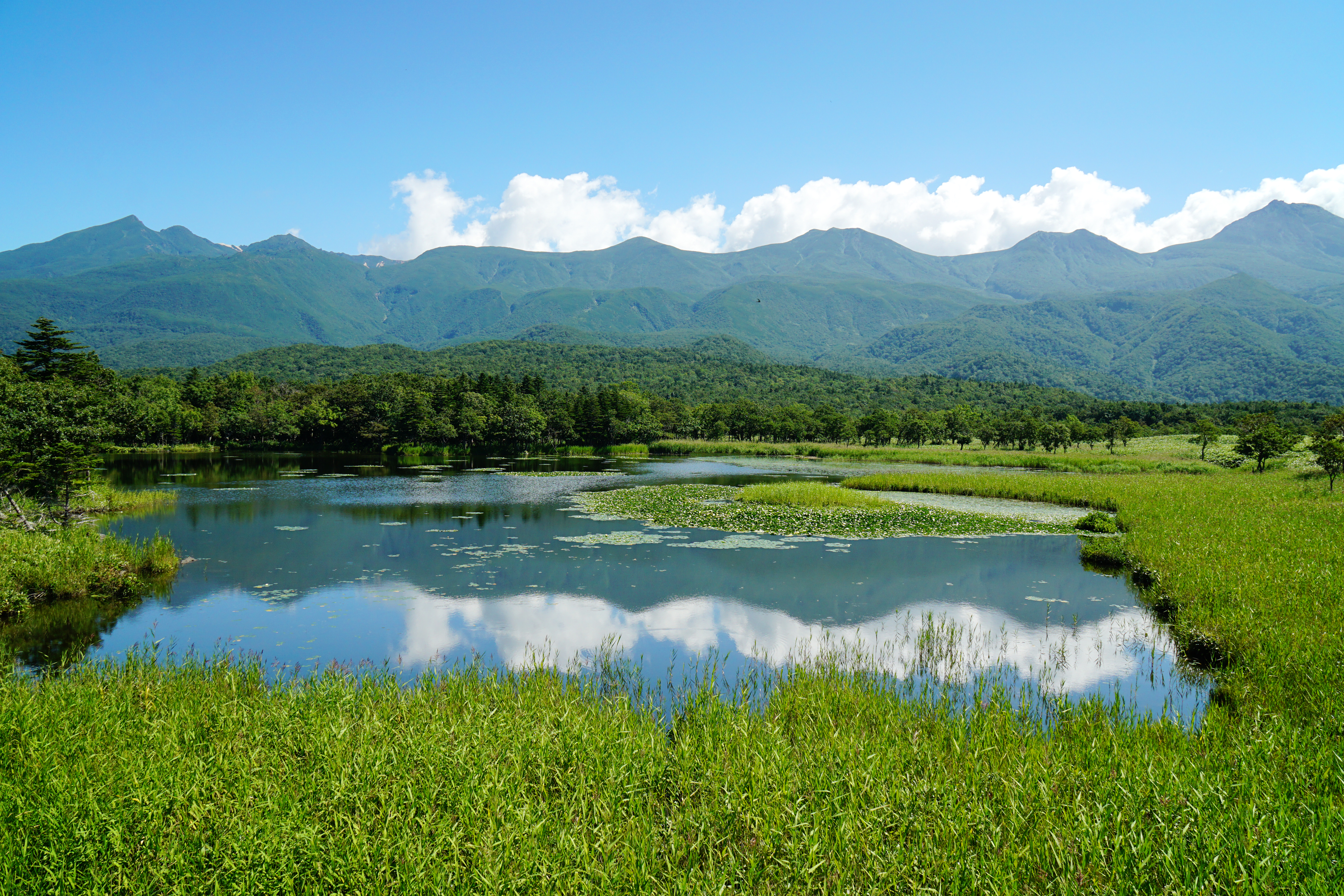
知床

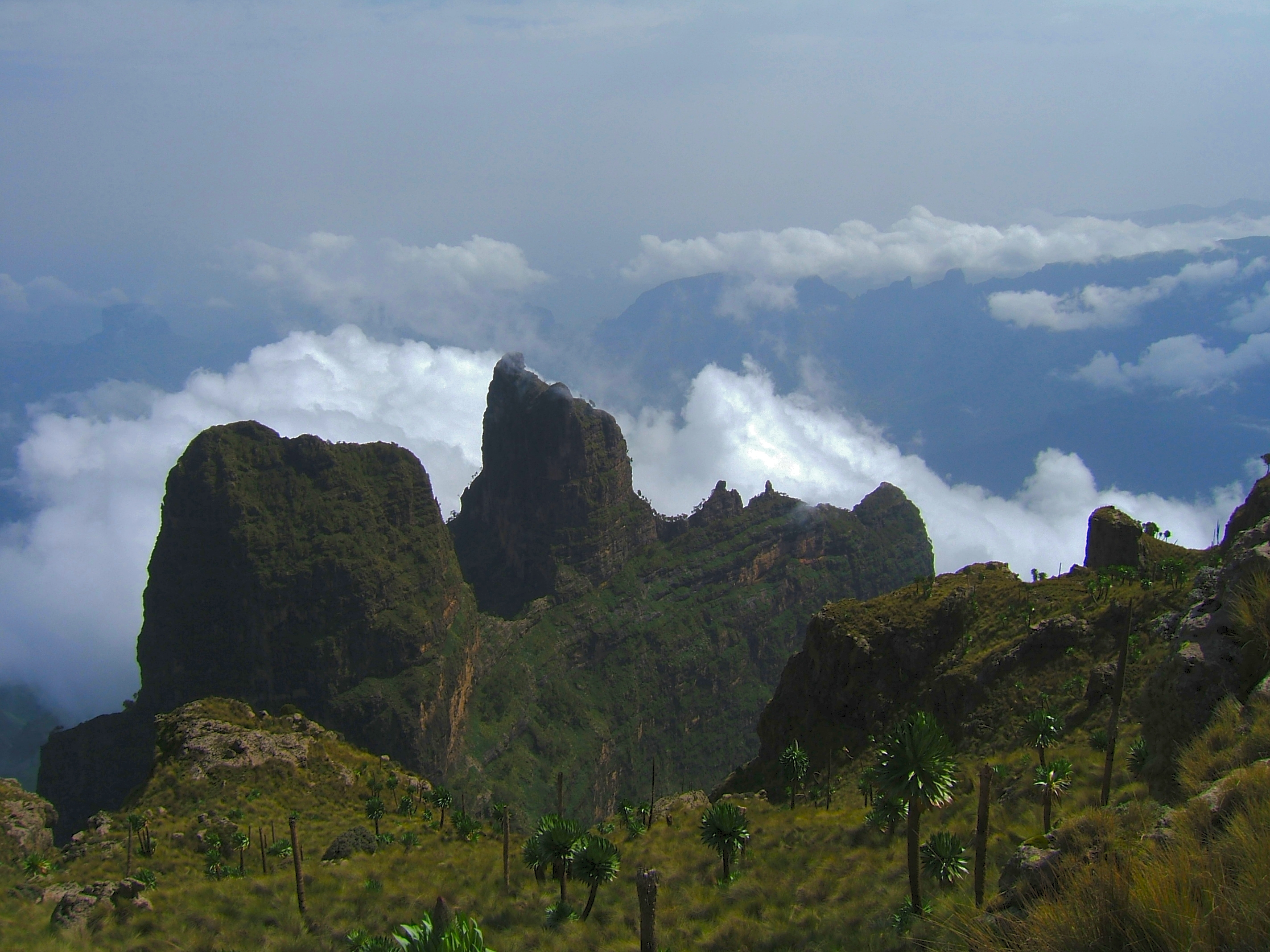
シミエン国立公園

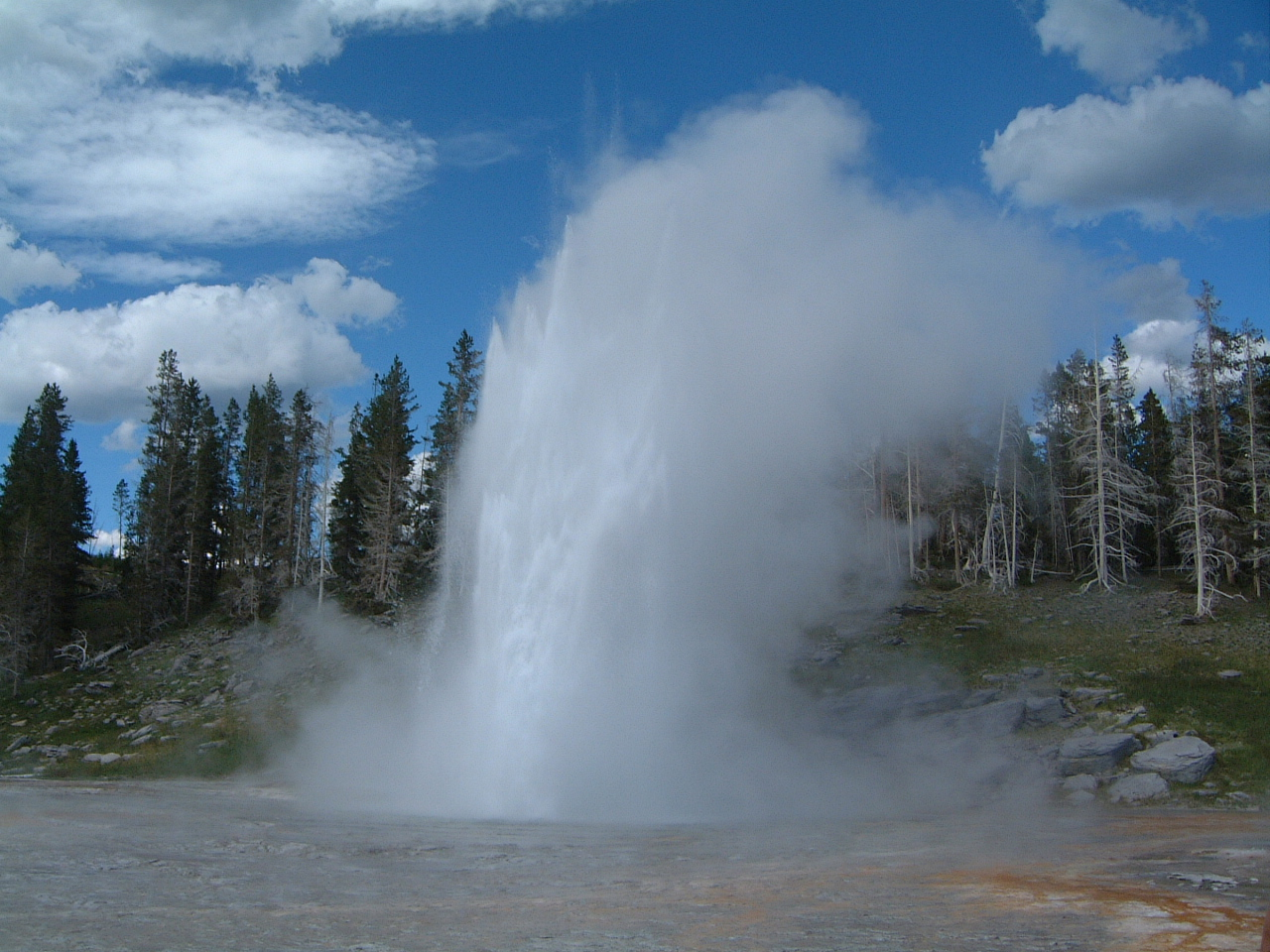
イエローストーンの間欠泉

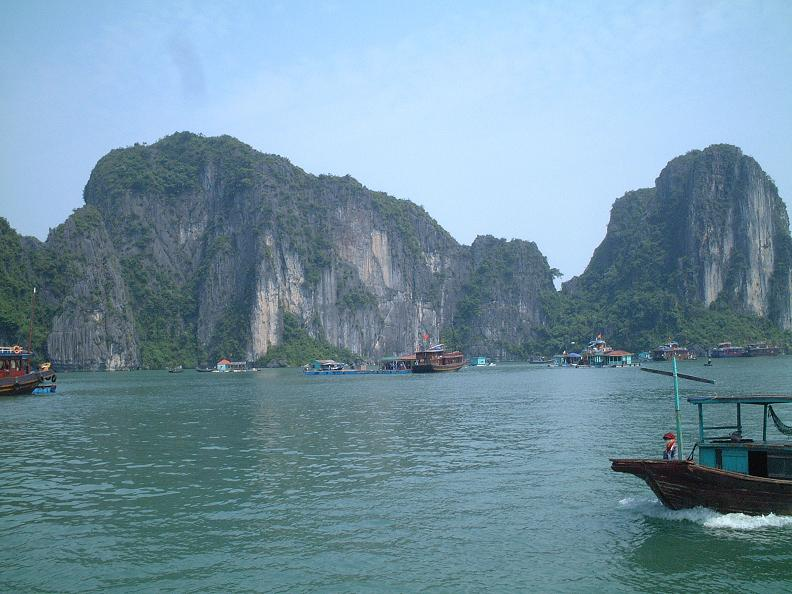
ハロン湾

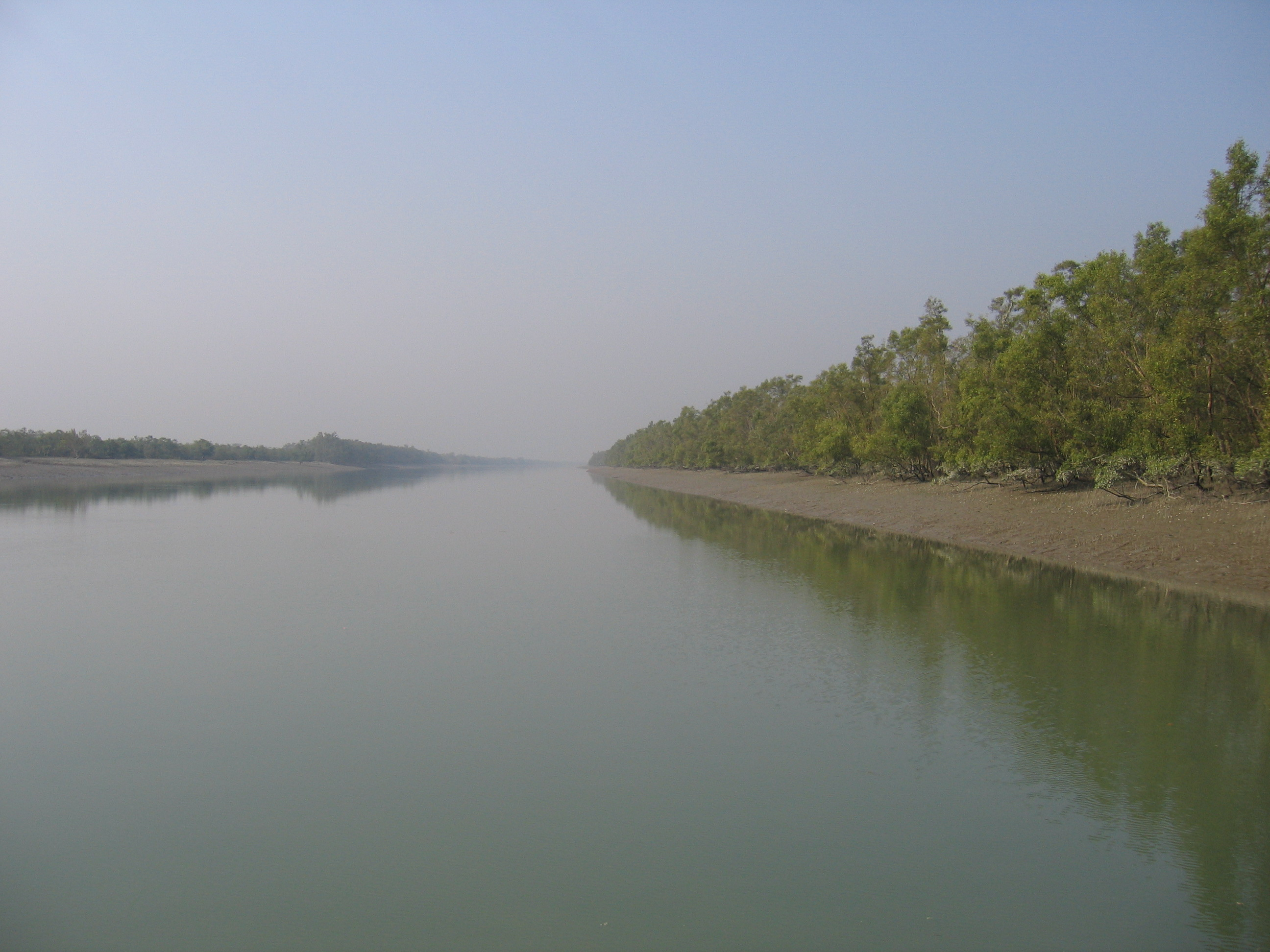
シュンドルボン

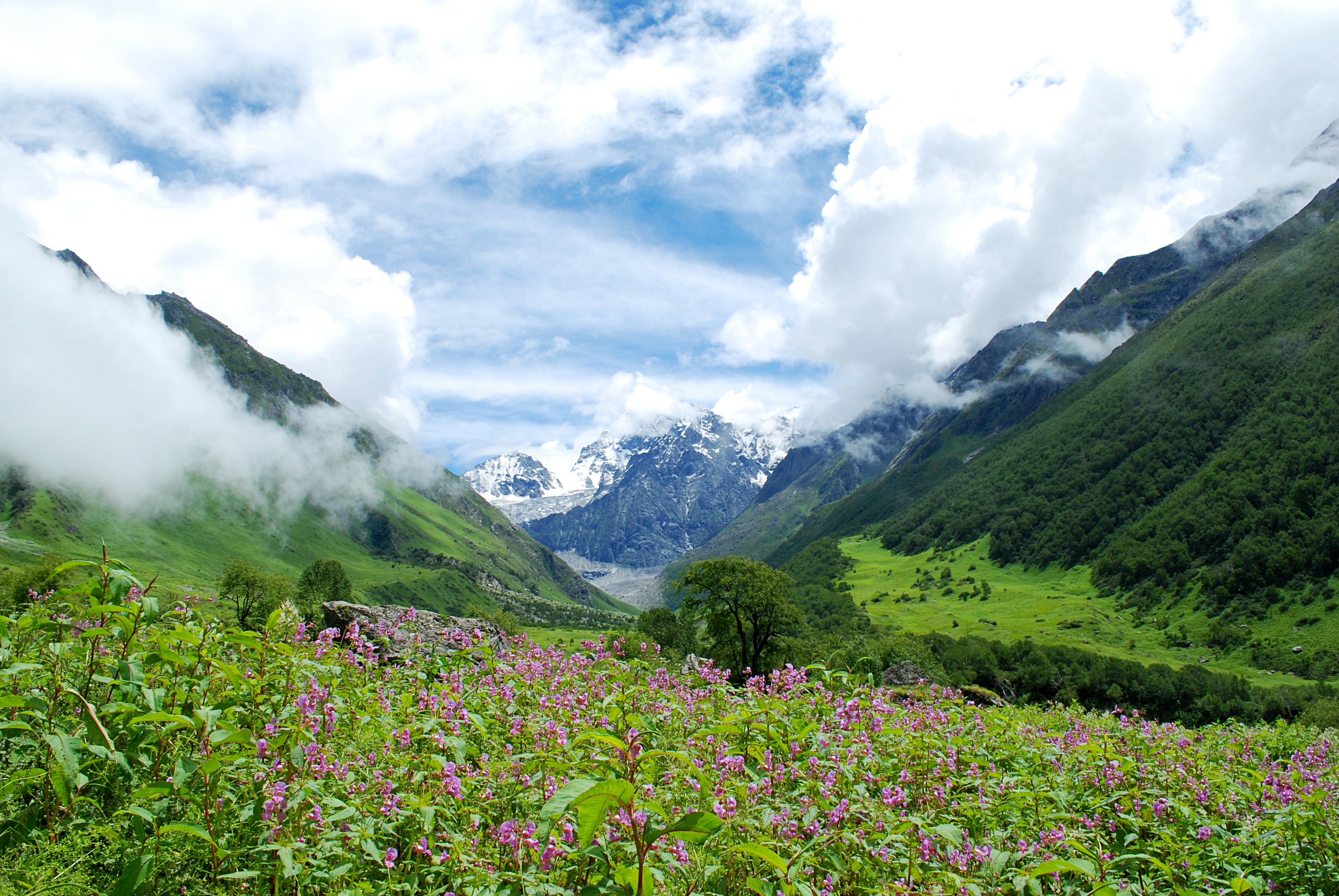
ナンダ・デヴィ国立公園と花の谷国立公園

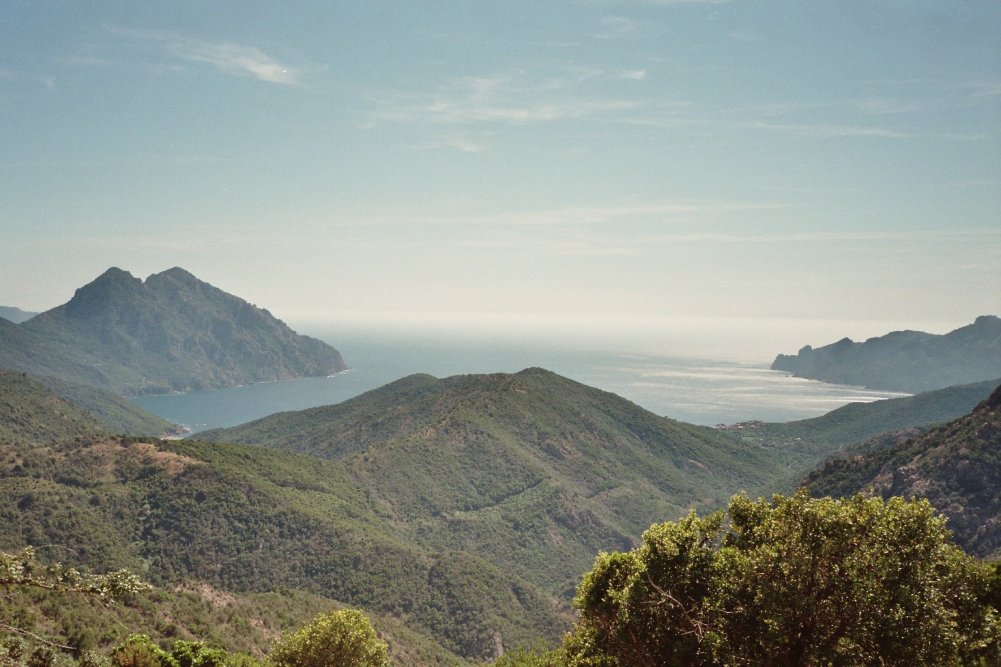
ポルト湾内のジロラータ湾

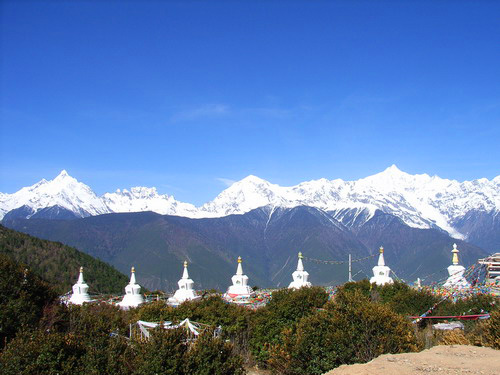
梅里雪山（三江併流）

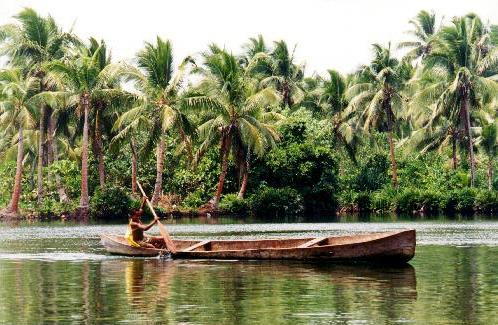
東レンネル

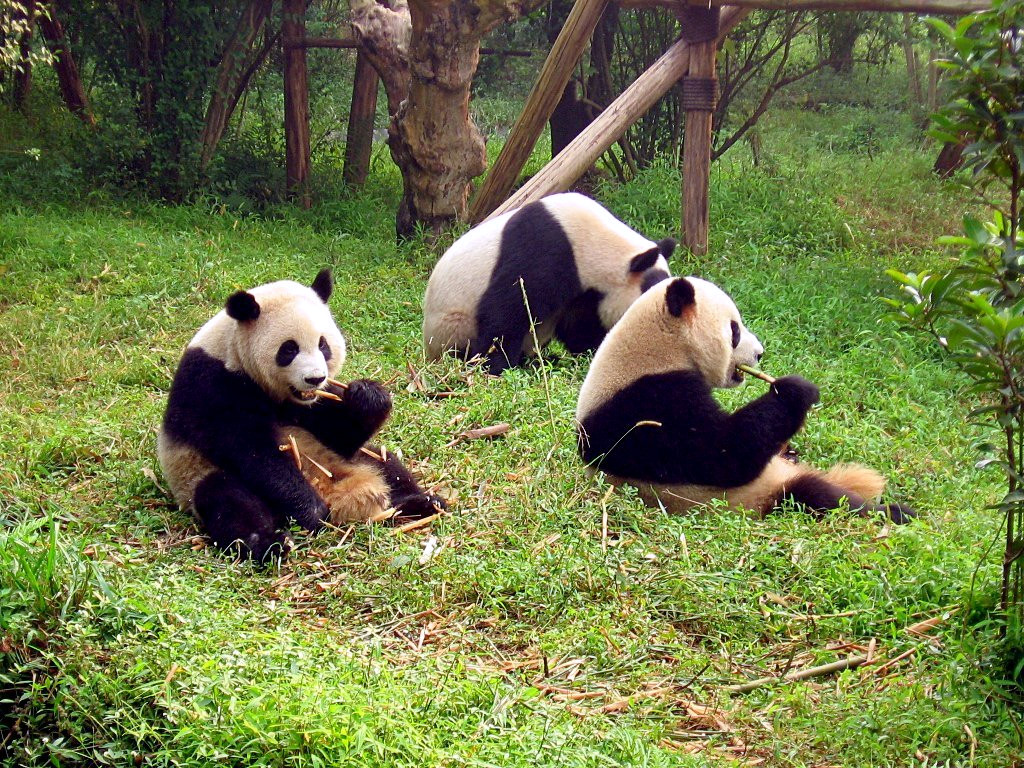
四川省のジャイアントパンダ保護区

ユネスコが登録する世界遺産は、その特質に応じて「文化遺産」「自然遺産」「複合遺産」に分類されている。この項目では、そのうち「自然遺産」（しぜんいさん）について扱う。

## カテゴリー
自然遺産の評価は国際自然保護連合(IUCN)が行う。このため、自然遺産はIUCNによる自然保護区域分類が行われるのが普通である。
カテゴリーは以下のとおり（詳しくは自然保護地域カテゴリーを参照）。直後の物件名はそれに分類されている世界遺産の例である。
- Ia（厳正保護地域） - ゴフ島野生生物保護区（イギリス領）、マデイラ島の照葉樹林（ポルトガル）、ツィンギ・デ・ベマラ厳正自然保護区（マダガスカル）
- Ib（原生自然地域）- 白神山地（日本）
- II（国立公園）- シミエン国立公園（エチオピア）、イエローストーン国立公園（アメリカ合衆国）、グロス・モーン国立公園（カナダ）
- III（天然記念物）- 黄龍の景観と歴史地域（中国）、ハロン湾（ベトナム）
- IV（種と生息地管理地域）- エオリア諸島（イタリア）、シュンドルボン（バングラデシュ）、ヴァレ・ド・メ自然保護区（セーシェル）
- V（景観保護地域）- ピアナのカランケ、ジロラータ湾、スカンドーラ自然保護区を含むポルト湾（フランス）、武陵源の自然景観と歴史地域（中国）、グレート・バリア・リーフ（オーストラリア）
- VI（資源保護地域） - ワディ・アル・ヒタン（エジプト）、ンゴロンゴロ保全地域（タンザニア）、雲南保護地域の三江併流群（中国）の一部
- カテゴリーに割り当てられていない（または割り当てることが出来ない）物件 - アグテレク・カルストとスロバキア・カルストの洞窟群（ハンガリー / スロバキア）、インドの西ガーツ山脈、オーストラリアの哺乳類化石地域、四川省のジャイアントパンダ保護区（中国）の一部

## 登録基準
自然遺産としての登録基準は以下のとおりである。
- (7) ひときわすぐれた自然美及び美的な重要性をもつ最高の自然現象または地域を含むもの。
  - 基準 (7) のみが適用された物件には、サガルマータ国立公園（ネパール）、キリマンジャロ国立公園（タンザニア）などがある。適用基準に基準 (7) を含む物件の例はCategory:自然美に関する世界遺産を参照のこと。

- (8) 地球の歴史上の主要な段階を示す顕著な見本であるもの。これには生物の記録、地形の発達における重要な地学的進行過程、重要な地形的特性、自然地理的特性などが含まれる。
  - 基準 (8) のみが適用された物件には、ワディ・アル・ヒタン（エジプト）、フレデフォート・ドーム（南アフリカ共和国）などがある。適用基準に基準 (8) を含む物件の例はCategory:地球生成に関する世界遺産を参照のこと。

- (9) 陸上、淡水、沿岸および海洋生態系と動植物群集の進化と発達において進行しつつある重要な生態学的、生物学的プロセスを示す顕著な見本であるもの。
  - 基準 (9) のみが適用された物件には、白神山地（日本）、東レンネル（ソロモン諸島）などがある。適用基準に基準 (9) を含む物件の例はCategory:生態系に関する世界遺産を参照のこと。

- (10) 生物多様性の本来的保全にとって、もっとも重要かつ意義深い自然生息地を含んでいるもの。これには科学上または保全上の観点から、すぐれて普遍的価値を持つ絶滅の恐れのある種の生息地などが含まれる。
  - 基準 (10) のみが適用された物件には、オカピ野生生物保護区（コンゴ民主共和国）、ニョコロ＝コバ国立公園（セネガル）などがある。適用基準に基準 (10) を含む物件の例はCategory:生物多様性に関する世界遺産を参照のこと。

基準が複数適用されている自然遺産も多くあり、4項目全てが適用された自然遺産も、雲南保護地域の三江併流群（中国）、グレート・バリア・リーフ（オーストラリア）、テ・ワヒポウナム-南西ニュージーランド、グヌン・ムル国立公園（マレーシア）、カナイマ国立公園（ベネズエラ）、バイカル湖（ロシア）など10件以上存在する。